# Лашхі Андрій Дмитрович
Андрій Дмитрович Лашхі́ (19 червня 1908, Усахело) — радянський вчений у галузі технології і біохімії виноградних продуктів. Доктор сільськогосподарських наук з 1959 року, професор з 1961 року. Заслужений діяч науки Грузинської РСР з 1962 року.

## Біографія
Народився 19 червня 1908 року в селі Усахело (тепер Імеретія, Грузія). У 1933 році закінчив Грузинський сільськогосподарський інститут. У 1933—1954 роках — на науково-дослідній і викладацькій роботі. З 1954 року — завідувач відділу біохімії, потім відділу технології і біохімії вина Грузинського науково-дослідного інституту садівництва виноградарства і виноробства.

## Наукова діяльність
Виявив роль біоса дріжджів в алкогольному бродінні, розробив методи визначення деяких вторинних продуктів бродіння (ацеталя, вищих спиртів та інше), досліджував хімічні процеси, що відбуваються при дозріванні коньячного спирту, перетворення і роль енантових ефірів, ароматичних альдегідів, меланоідінових реакцій, вітамінів, алкалоїдів, ліпідів, лігніну, а також вплив різних обробок вина на його хімічний склад і органолептичні властивості. Наукові розробки вченого знайшли широке застосування при контролі якості продуктів виноробства. Автор 120 наукових праць і 30 винаходів. Праці:
- Аналіз виноградних продуктів. — Тбілісі, 1955 (груз.);
- Химия и технология грузинского коньяка. — Тбілісі, 1962.